# Pace di Costanza
La pace di Costanza prende il nome dalla città di Costanza, dove il 25 giugno del 1183 venne firmata la pace tra Federico Barbarossa ed i rappresentanti della Lega Lombarda in seguito agli avvenimenti collegati alla battaglia di Legnano.

## Termini
L'imperatore riconosceva la Lega Lombarda e dava concessioni in ambito amministrativo, politico e giudiziario, regalie comprese (cioè la riscossione dei tributi di competenza règia) ai Comuni che la componevano. Inoltre rinunciava alla nomina dei podestà imperiali, riconoscendo i consoli o i podestà nominati dall'assemblea cittadina, i quali, tuttavia, dovevano fare giuramento di fedeltà all'imperatore e ricevere da lui l'investitura. In cambio i Comuni si impegnavano a pagare un indennizzo una tantum di 15.000 lire e un tributo annuo di 2.000, a corrispondere all'imperatore il fodro (una fornitura di cibo per le truppe imperiali e di  foraggio per i cavalli) quando questi fosse sceso in Italia, e a riconoscere la prerogativa imperiale di giudicare in appello questioni di una certa rilevanza.
(dal Trattato di Costanza)

## Conseguenze
Si trattava di un compromesso che segnava la rinuncia al piano di dominio assoluto di Federico, mentre i Comuni avrebbero mantenuto la loro larga autonomia. Rimase l'unico riconoscimento imperiale delle prerogative collettive dei comuni lombardi e per questo la pace di Costanza venne celebrata per secoli.